# Ahmed al-Dschabari
Ahmed al-Dschabari (arabisch أحمد الجعبري Ahmad al-Dschabari, DMG Aḥmad al-Ǧaʿbarī; auch Ahmed (al-)Jabari; * 1960 in Gaza; † 14. November 2012 ebenda) war der Oberbefehlshaber des militärischen Flügels und einer der fünf wichtigsten Führer der Terrororganisation Hamas, der so genannten Top Five. Ahmed al-Dschabari war unter anderem für die Gefangennahme des israelischen Soldaten Gilad Schalit verantwortlich. Dschabari lebte seit 2004 im Gazastreifen im Untergrund und wurde auch das Phantom genannt. Die Vereinigten Staaten führten al-Dschabari auf der Liste der meistgesuchten Terroristen.

## Leben
Nach 1971 hatte die Fatah im  Süden des Libanon ihre Basis für den Terrorismus gegen Israel. Im Libanonkrieg 1982 drang Israel militärisch in den Libanon ein, woraufhin sich die Fatah in verschiedene arabische Länder zerstreute und Ahmed al-Dschabari 1982 mit 22 Jahren wegen seiner Beteiligung an Terroraktionen gegen Israel im Namen der Fatah verhaftet wurde. Er verbüßte in Israel eine 13-jährige Gefängnisstrafe. In dieser Zeit wurde er Mitglied der 1988 gegründeten Hamas.
Nach seiner Freilassung aus dem Gefängnis wurde al-Dschabari 1995 Mitglied der Führungsebene der Hamas.
Im Jahr 2000 wurde er Assistent von Salah Mustafa Muhammad Shehade, dem militärischen Befehlshaber der Hamas. Auf dem Höhepunkt der zweiten Intifada wurde Shehade im Juli 2002 durch einen gezielten Luftangriff von Israel getötet. In dessen Nachfolge wurde al-Dschabari ausführender Kommandant des militärischen Arms der Hamas, der Kassam-Brigaden und Mohammed Deif der militärische Oberbefehlshaber. Die Kassam-Brigaden werden von Israel und der EU als terroristische Vereinigung eingestuft.
Im Jahr 2004 überlebte Dschabari verwundet einen gezielten Angriff der Israelischen Luftstreitkräfte (IAF) gegen ihn in seinem Haus im Stadtteil Schadschaijeh von Gaza-Stadt. Hierbei wurden fünf Personen getötet: sein Sohn Mohammed, ein Bruder und zwei Cousins sowie ein Verwandter von Abd al-Aziz ar-Rantisi, dem im April 2004 bei einem Einsatz der Israelischen Streitkräfte getöteten früheren Hamas-Anführer. Aus Angst vor einem weiteren Angriff wechselte er kontinuierlich seinen Aufenthaltsort.
Dschabari wurde 2006 paramilitärischer Oberbefehlshaber und einer der Führer der Hamas und Nachfolger des im Juli 2006 schwer verwundeten Mohammed Deif.
Dschabari stand hinter dem gewaltsamen Kampf um Gaza zwischen Milizen der verfeindeten palästinensischen Bewegungen Hamas auf der einen Seite sowie Fatah und regulären Truppen der Palästinensischen Autonomiebehörde auf der anderen Seite. Dieser bürgerkriegsähnliche Putsch im Juni 2007 brachte Hamas im Gazastreifen an die Macht, und die PLO wurde vertrieben.
Dschabari werden die Verantwortung für jahrzehntelangen Terrorismus gegen Israel, die Ermordung von zwei Soldaten und das Abfeuern von Kassam-Raketen auf Israel zugeschrieben. Ahmed al-Dschabari führte die Unterhandlungen während der Geiselhaft Schalits aus dem Untergrund Gazas und übergab Schalit schließlich selbst an die ägyptischen Unterhändler bei dessen Freilassung gegen mehr als eintausend arabisch-palästinensische Gefängnisinsassen.
Dschabari galt in Israel als militanter Hardliner der Hamas, der mit seinen Soldaten das historische Palästina einschließlich Israel befreien wollte. Eine Versöhnung mit der gemäßigten Palästinenserführung lehnte er ab.
Gershon Baskin zufolge war al-Dschabari kurz vor seinem Tod an Waffenstillstandsverhandlungen mit Israel beteiligt.

## Tod
Nach einer von Ägypten vermittelten Waffenruhe eskalierte die Gewalt am Gazastreifen. Innerhalb einer Woche wurden über 600 Geschosse auf Israel abgefeuert, die israelische Luftwaffe reagierte mit Angriffen auf Hamas-Stellungen. Nachdem es direkt vorher erneut einen Raketenbeschuss aus Gaza auf südliche israelische Landesteile gegeben hatte, wurde Dschabari am 14. November 2012 bei einem israelischen Raketenangriff auf sein Fahrzeug in Gaza gezielt getötet. Dschabaris Tod wurde am selben Tag sowohl vom israelischen Inlandsgeheimdienst Schin Bet als auch von der Hamas bestätigt. Außer Dschabari wurde dabei ein weiteres Hamas-Mitglied getötet. Die israelische Armee veröffentlichte ein Video, das den Angriff zeigen soll.